# Munir Mohand Mohamedi
Munir Mohand Mohamedi El Kajoui (Melilla, 10 maggio 1989) è un calciatore marocchino con cittadinanza spagnola, portiere dell'RS Berkane e della nazionale marocchina.

## Carriera
Mohamedi ha esordito con la nazionale maggiore marocchina nel 2015.
Nel novembre del 2022, è stato convocato dal CT Walid Regragui per disputare la fase finale dei Mondiali in Qatar, in cui è sceso in campo solo una volta (essendo riserva di Bono) nel successo per 2-0 ai gironi contro il Belgio (in cui ha rimpiazzato Bono, che dopo avere cantato l'inno ha avuto un malore), ma ha contribuito comunque al quarto posto finale del Marocco. In seguito al risultato storico ottenuto, nel dicembre successivo Mohamedi e il resto della rosa marocchina sono stati insigniti dell'Ordine del Trono durante un ricevimento al Palazzo Reale di Rabat.

## Statistiche

### Cronologia presenze e reti in nazionale
| Cronologia completa delle presenze e delle reti in nazionale ― Marocco | Cronologia completa delle presenze e delle reti in nazionale ― Marocco | Cronologia completa delle presenze e delle reti in nazionale ― Marocco | Cronologia completa delle presenze e delle reti in nazionale ― Marocco | Cronologia completa delle presenze e delle reti in nazionale ― Marocco | Cronologia completa delle presenze e delle reti in nazionale ― Marocco | Cronologia completa delle presenze e delle reti in nazionale ― Marocco | Cronologia completa delle presenze e delle reti in nazionale ― Marocco |
| Data                                                                   | Città                                                                  | In casa                                                                | Risultato                                                              | Ospiti                                                                 | Competizione                                                           | Reti                                                                   | Note                                                                   |
| ---------------------------------------------------------------------- | ---------------------------------------------------------------------- | ---------------------------------------------------------------------- | ---------------------------------------------------------------------- | ---------------------------------------------------------------------- | ---------------------------------------------------------------------- | ---------------------------------------------------------------------- | ---------------------------------------------------------------------- |
| 28-3-2015                                                              | Agadir                                                                 | Marocco                                                                | 0 – 1                                                                  | Uruguay                                                                | Amichevole                                                             | -1                                                                     |                                                                        |
| 12-6-2015                                                              | Agadir                                                                 | Marocco                                                                | 1 – 0                                                                  | Libia                                                                  | Qual. Coppa d'Africa 2017                                              | -                                                                      |                                                                        |
| 5-9-2015                                                               | São Tomé                                                               | São Tomé e Príncipe                                                    | 0 – 3                                                                  | Marocco                                                                | Qual. Coppa d'Africa 2017                                              | -                                                                      |                                                                        |
| 9-10-2015                                                              | Agadir                                                                 | Marocco                                                                | 0 – 1                                                                  | Costa d'Avorio                                                         | Amichevole                                                             | -1                                                                     |                                                                        |
| 12-11-2015                                                             | Agadir                                                                 | Marocco                                                                | 2 – 0                                                                  | Guinea Equatoriale                                                     | Qual. Mondiali 2018                                                    | -                                                                      |                                                                        |
| 15-11-2015                                                             | Bata                                                                   | Guinea Equatoriale                                                     | 1 – 0                                                                  | Marocco                                                                | Qual. Mondiali 2018                                                    | -1                                                                     |                                                                        |
| 26-3-2016                                                              | Praia                                                                  | Capo Verde                                                             | 0 – 1                                                                  | Marocco                                                                | Qual. Coppa d'Africa 2017                                              | -                                                                      |                                                                        |
| 29-3-2016                                                              | Marrakech                                                              | Marocco                                                                | 2 – 0                                                                  | Capo Verde                                                             | Qual. Coppa d'Africa 2017                                              | -                                                                      |                                                                        |
| 3-6-2016                                                               | Radès                                                                  | Libia                                                                  | 1 – 1                                                                  | Marocco                                                                | Qual. Coppa d'Africa 2017                                              | -1                                                                     |                                                                        |
| 31-8-2016                                                              | Scutari                                                                | Albania                                                                | 0 – 0                                                                  | Marocco                                                                | Amichevole                                                             | -                                                                      |                                                                        |
| 8-10-2016                                                              | Franceville                                                            | Gabon                                                                  | 0 – 0                                                                  | Marocco                                                                | Qual. Mondiali 2018                                                    | -                                                                      |                                                                        |
| 12-11-2016                                                             | Marrakech                                                              | Marocco                                                                | 0 – 0                                                                  | Costa d'Avorio                                                         | Qual. Mondiali 2018                                                    | -                                                                      |                                                                        |
| 9-1-2017                                                               | Al-Ayn                                                                 | Marocco                                                                | 0 – 1                                                                  | Finlandia                                                              | Amichevole                                                             | -1                                                                     |                                                                        |
| 16-1-2017                                                              | Oyem                                                                   | RD del Congo                                                           | 1 – 0                                                                  | Marocco                                                                | Coppa d'Africa 2017 - 1º turno                                         | -1                                                                     |                                                                        |
| 20-1-2017                                                              | Oyem                                                                   | Marocco                                                                | 3 – 1                                                                  | Togo                                                                   | Coppa d'Africa 2017 - 1º turno                                         | -1                                                                     |                                                                        |
| 24-1-2017                                                              | Oyem                                                                   | Marocco                                                                | 1 – 0                                                                  | Costa d'Avorio                                                         | Coppa d'Africa 2017 - 1º turno                                         | -                                                                      | 87’                                                                    |
| 29-1-2017                                                              | Port-Gentil                                                            | Egitto                                                                 | 1 – 0                                                                  | Marocco                                                                | Coppa d'Africa 2017 - Quarti di finale                                 | -1                                                                     |                                                                        |
| 24-3-2017                                                              | Marrakech                                                              | Marocco                                                                | 2 – 0                                                                  | Burkina Faso                                                           | Amichevole                                                             | -                                                                      |                                                                        |
| 31-5-2017                                                              | Agadir                                                                 | Marocco                                                                | 1 – 2                                                                  | Paesi Bassi                                                            | Amichevole                                                             | -2                                                                     |                                                                        |
| 10-6-2017                                                              | Yaoundé                                                                | Camerun                                                                | 1 – 0                                                                  | Marocco                                                                | Qual. Coppa d'Africa 2019                                              | -1                                                                     |                                                                        |
| 1-9-2017                                                               | Rabat                                                                  | Marocco                                                                | 6 – 0                                                                  | Mali                                                                   | Qual. Mondiali 2018                                                    | -                                                                      |                                                                        |
| 5-9-2017                                                               | Bamako                                                                 | Mali                                                                   | 0 – 0                                                                  | Marocco                                                                | Qual. Mondiali 2018                                                    | -                                                                      |                                                                        |
| 7-10-2017                                                              | Casablanca                                                             | Marocco                                                                | 3 – 0                                                                  | Gabon                                                                  | Qual. Mondiali 2018                                                    | -                                                                      |                                                                        |
| 11-11-2017                                                             | Abidjan                                                                | Costa d'Avorio                                                         | 0 – 2                                                                  | Marocco                                                                | Qual. Mondiali 2018                                                    | -                                                                      |                                                                        |
| 23-3-2018                                                              | Torino                                                                 | Serbia                                                                 | 1 – 2                                                                  | Marocco                                                                | Amichevole                                                             | -1                                                                     |                                                                        |
| 27-3-2018                                                              | Casablanca                                                             | Marocco                                                                | 2 – 0                                                                  | Uzbekistan                                                             | Amichevole                                                             | -                                                                      |                                                                        |
| 31-5-2018                                                              | Ginevra                                                                | Marocco                                                                | 0 – 0                                                                  | Ucraina                                                                | Amichevole                                                             | -                                                                      |                                                                        |
| 9-6-2018                                                               | Tallinn                                                                | Estonia                                                                | 1 – 3                                                                  | Marocco                                                                | Amichevole                                                             | -1                                                                     |                                                                        |
| 15-6-2018                                                              | San Pietroburgo                                                        | Marocco                                                                | 0 – 1                                                                  | Iran                                                                   | Mondiali 2018 - 1º turno                                               | -1                                                                     |                                                                        |
| 20-6-2018                                                              | Mosca                                                                  | Portogallo                                                             | 1 – 0                                                                  | Marocco                                                                | Mondiali 2018 - 1º turno                                               | -1                                                                     |                                                                        |
| 25-6-2018                                                              | Kaliningrad                                                            | Spagna                                                                 | 2 – 2                                                                  | Marocco                                                                | Mondiali 2018 - 1º turno                                               | -2                                                                     | 89’                                                                    |
| 16-10-2018                                                             | Mitsamiouli                                                            | Comore                                                                 | 2 – 2                                                                  | Marocco                                                                | Qual. Coppa d'Africa 2019                                              | -2                                                                     |                                                                        |
| 20-11-2018                                                             | Radès                                                                  | Tunisia                                                                | 0 – 1                                                                  | Marocco                                                                | Amichevole                                                             | -                                                                      |                                                                        |
| 22-3-2019                                                              | Blantyre                                                               | Malawi                                                                 | 0 – 0                                                                  | Marocco                                                                | Qual. Coppa d'Africa 2019                                              | -                                                                      |                                                                        |
| 1-7-2019                                                               | Il Cairo                                                               | Sudafrica                                                              | 0 – 1                                                                  | Marocco                                                                | Coppa d'Africa 2019 - 1º turno                                         | -                                                                      |                                                                        |
| 6-9-2019                                                               | Marrakech                                                              | Marocco                                                                | 1 – 1                                                                  | Burkina Faso                                                           | Amichevole                                                             | -1                                                                     | 46’                                                                    |
| 10-9-2019                                                              | Marrakech                                                              | Marocco                                                                | 1 – 0                                                                  | Niger                                                                  | Amichevole                                                             | -                                                                      |                                                                        |
| 15-10-2019                                                             | Tangeri                                                                | Marocco                                                                | 2 – 3                                                                  | Gabon                                                                  | Amichevole                                                             | -3                                                                     |                                                                        |
| 13-10-2020                                                             | Rabat                                                                  | Marocco                                                                | 1 – 1                                                                  | RD del Congo                                                           | Amichevole                                                             | -1                                                                     |                                                                        |
| 30-3-2021                                                              | Rabat                                                                  | Marocco                                                                | 1 – 0                                                                  | Burundi                                                                | Qual. Coppa d'Africa 2021                                              | -                                                                      |                                                                        |
| 12-6-2021                                                              | Rabat                                                                  | Marocco                                                                | 1 – 0                                                                  | Burkina Faso                                                           | Amichevole                                                             | -                                                                      |                                                                        |
| 18-1-2022                                                              | Yaoundé                                                                | Gabon                                                                  | 2 – 2                                                                  | Marocco                                                                | Coppa d'Africa 2021 - 1º turno                                         | -2                                                                     |                                                                        |
| 29-3-2022                                                              | Casablanca                                                             | Marocco                                                                | 4 – 1                                                                  | RD del Congo                                                           | Qual. Mondiali 2022                                                    | -1                                                                     |                                                                        |
| 27-11-2022                                                             | Doha                                                                   | Belgio                                                                 | 0 – 2                                                                  | Marocco                                                                | Mondiali 2022 - 1º turno                                               | -                                                                      |                                                                        |
| 12-6-2023                                                              | Rabat                                                                  | Marocco                                                                | 0 – 0                                                                  | Capo Verde                                                             | Amichevole                                                             | -                                                                      |                                                                        |
| 17-6-2023                                                              | Durban                                                                 | Sudafrica                                                              | 2 – 1                                                                  | Marocco                                                                | Qual. Coppa d'Africa 2023                                              | -2                                                                     | [ 8 ]                                                                  |
| 9-9-2024                                                               | Agadir                                                                 | Lesotho                                                                | 0 – 1                                                                  | Marocco                                                                | Qual. Coppa d'Africa 2025                                              | -                                                                      |                                                                        |
| 12-10-2024                                                             | Oujda                                                                  | Marocco                                                                | 5 – 0                                                                  | Rep. Centrafricana                                                     | Qual. Coppa d'Africa 2025                                              | -                                                                      | 32’                                                                    |
| 15-10-2024                                                             | Oujda                                                                  | Rep. Centrafricana                                                     | 0 – 4                                                                  | Marocco                                                                | Qual. Coppa d'Africa 2025                                              | -                                                                      |                                                                        |
| 9-6-2025                                                               | Fès                                                                    | Marocco                                                                | 1 – 0                                                                  | Benin                                                                  | Amichevole                                                             | -                                                                      | cap.                                                                   |
| Totale                                                                 |                                                                        | Presenze                                                               | 50                                                                     |                                                                        | Reti                                                                   | -29                                                                    |                                                                        |

## Palmarès

### Club

#### Competizioni nazionali
- Campionato marocchino: 1

RS Berkane: 2024-2025

#### Competizioni internazionali
- Coppa della Confederazione CAF: 1

RS Berkane: 2024-2025

### Nazionale
- Bronzo olimpico: 1

Parigi 2024